# Dispositivo móvil para conectividad a Internet
Un MID (mobile internet device: dispositivo móvil para Internet), es un UMPC (ultra mobile personal computer, computadora personal ultramóvil, un tablet PC muy pequeño), diseñado para consumidores y prosumidores. En comparación, los UMPC se han diseñado básicamente para trabajadores de campo y profesionales de alta movilidad espacial en general. Intel fue quien acuñó el término y anunció el primer prototipo en la Intel Development Forum en la primavera de 2007 en Pekín. El dispositivo y sus especificaciones fueron anunciados en la conferencia de Pekín.

## Hardware
Los nuevos procesadores de doble núcleo de Intel que llevará el dispositivo son una extensión derivada de la línea de procesadores Centrino. Cada núcleo de este procesador de muy bajo consumo corre a 600 u 800 MHz, lo que constituye un régimen de trabajo a medio camino entre los procesadores de PDA (computadora de bolsillo) y de los procesadores de portátil.

## Sistema operativo
Los MID corren una versión embebida de Linux. Están anunciados, de momento, MIDinux de RedFlag. La versión específica de Ubuntu 8.04 ya ha sido liberada por Canonical y se denomina Ubuntu Mobile Edition. Esta versión es cómoda para utilizar con los dedos (finger friendly), está adaptada para su uso con pantalla táctil y los dedos. Los motivos conocidos hasta la fecha para esta elección son los (pocos) recursos que consume Linux y el coste de su licencia. Sin embargo, con el procesador de doble núcleo, el dispositivo será capaz de correr Windows XP y Windows Vista.